# Perditorulus pilosus
Perditorulus pilosus är en stekelart som beskrevs av Christer Hansson 1996. Perditorulus pilosus ingår i släktet Perditorulus och familjen finglanssteklar. Inga underarter finns listade i Catalogue of Life.